# NGC 3678
NGC 3678 est une galaxie spirale vue de face et située dans la constellation du Lion. NGC 3678 a été découverte par l'astronome britannique John Herschel en 1831.

## Caractéristiques
Sa vitesse par rapport au fond diffus cosmologique est de 7 509 ± 21 km/s, ce qui correspond à une distance de Hubble de 110,8 ± 7,8 Mpc (∼361 millions d'al).
La classe de luminosité de NGC 3678 est II-III et elle présente une large raie HI. C'est aussi une galaxie active qui présente des raies d'émission dans son spectre.

## Supernova
La découverte d'une supernovas, SN 2004gr dans NGC 3678 et 2004gq dans NGC 1832, a été reportée indépendamment par H. Pugh et W. Li (université de Californie à Berkeley) et F. Mansini (Italie) le 11 décembre 2004. La supernova 2004gr était de type II,.